# آفرین پسر!
آفرین پسر! (ایتالیایی: Bravissimo) فیلمی موزیکال به کارگردانی لوئیجی فیلیپو دامیکو و با بازی آلبرتو سوردی است که سال ۱۹۵۵ میلادی اکران شد.

## بازیگران
- آلبرتو سوردی
- ایرنه چفارو
- ماریو ریوا
- توری پاندولفینی
- زوئی اینکروچی
- بیچه والوری
- کلاودیو ارملی
- مارچلا روونا
- لیانا دل بالتسو
- آمالیا پلگرینی
- دیانا دئی
- چیچو باربی
- کارلو ماتسارلا
- پی‌یرو تیبری